# Callogryllus olohius
Callogryllus olohius är en insektsart som beskrevs av Otte, D. 1987. Callogryllus olohius ingår i släktet Callogryllus och familjen syrsor. Inga underarter finns listade i Catalogue of Life.